# 하비 새뮤얼 파이어스톤

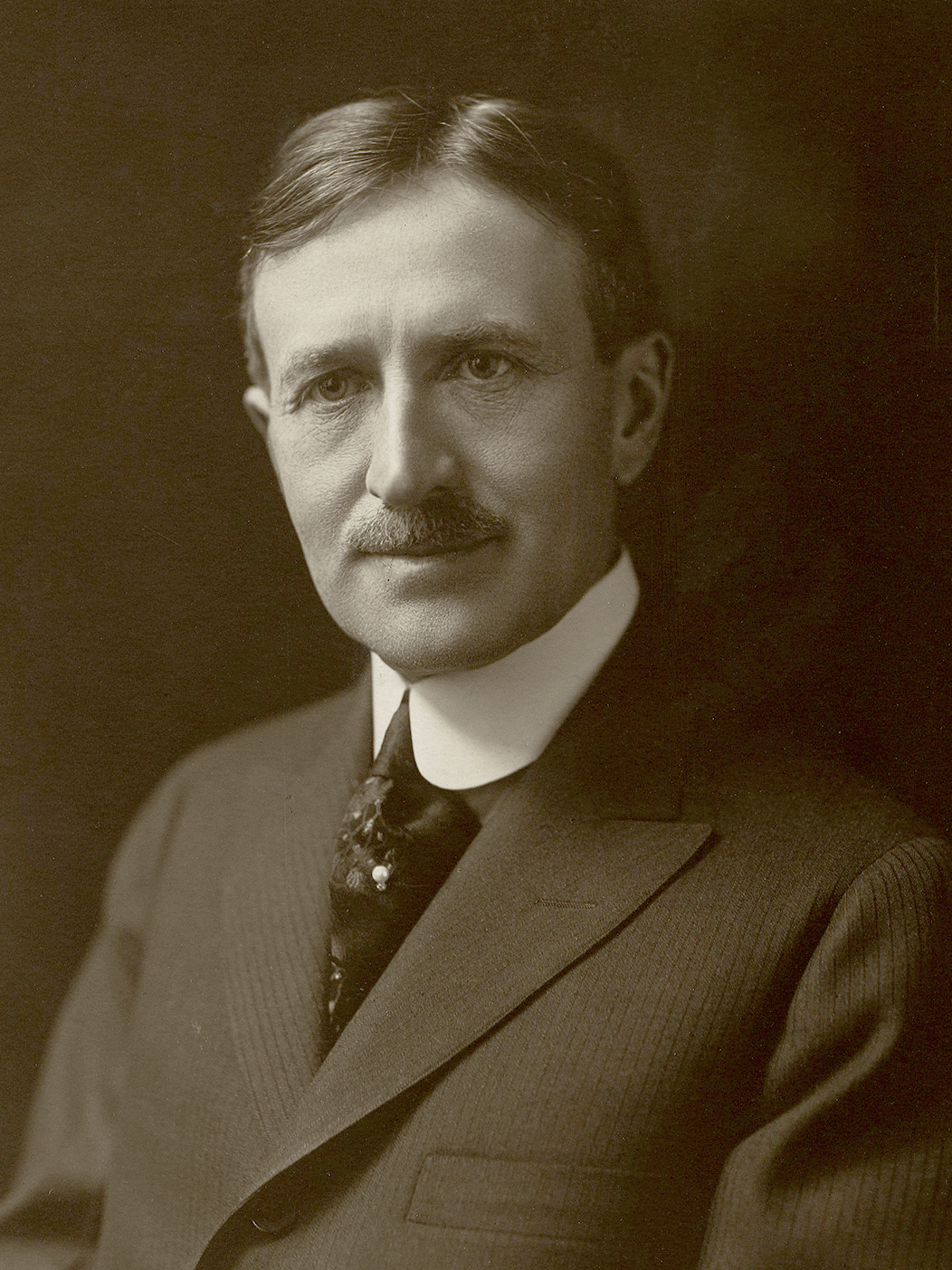
1910년의 파이어스톤

하비 새뮤얼 파이어스톤(영어: Harvey Samuel Firestone, 1868년 12월 20일 ~ 1938년 2월 7일)은 미국의 사업가로, 최초의 세계적 자동차 타이어 회사인 파이어스톤 타이어고무회사의 창업주다.